# Joseph Settegast

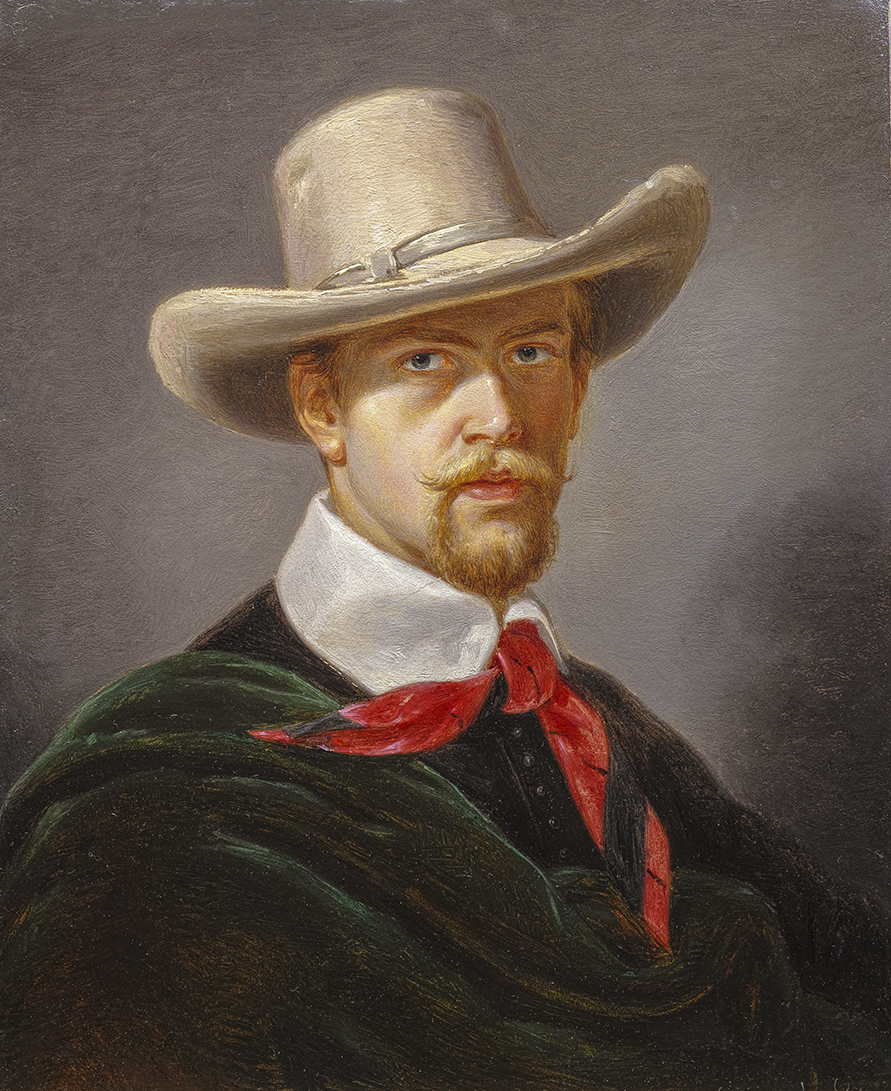
Joseph Settegast, Selbstporträt 1839

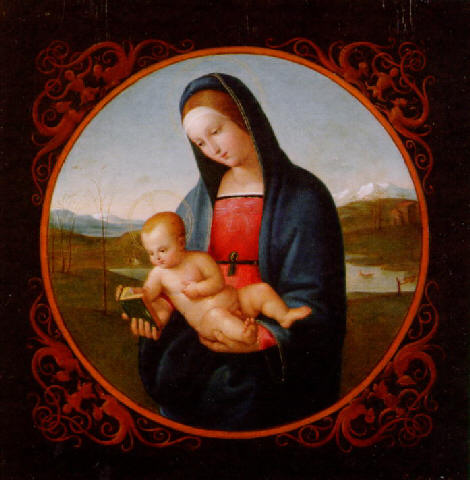
Madonna mit Jesuskind, 1839

Joseph Anton Nikolaus Settegast (* 8. Februar 1813 in Koblenz; † 19. März 1890 in Mainz) war ein deutscher Porträt-, Historien- und Kirchenmaler.

## Leben
Joseph Settegast erhielt in den Jahren von 1829 bis 1831 seine erste Ausbildung an der Kunstakademie Düsseldorf. Er wechselte jedoch, unzufrieden mit den Bedingungen in Düsseldorf, zu Philipp Veit an das Städelsche Kunstinstitut in Frankfurt am Main, wo er bis 1838 blieb. In dieser Zeit entstanden Altar-, Andachts- und Familienbilder. 1835 malte er – zusammen mit seinem Studienkollegen Johann Franz Brentano – das von Veit entworfene Altarbild in der Kirche St. Peter und Paul in Camberg im Taunus.
Den Italienaufenthalt von 1838 bis 1843 nutzte er zu mehreren Studienreisen. Von Mitte Oktober 1838 bis Anfang Mai 1843 wohnte er in Rom. Dort wurde er Mitglied des „Komponiervereins“ der Nazarener. An den „Cervarofesten“ der Ponte-Molle-Gesellschaft nahm er 1841 und 1842 teil, 1841 als „Wolkenschieber“.
Nach seiner Rückkehr lebte Settegast bis 1849 in Frankfurt am Main, wo er 1844 Dorothea (1822–1897), die Tochter seines Lehrers Philipp Veit, heiratete. Aus der Ehe gingen neun Kinder hervor.
1850 zog die Familie nach Koblenz, 1860 nach Mainz um. Settegast erhielt Aufträge zur Ausmalung und Ausgestaltung zahlreicher Kirchen: in der Maxkirche in Düsseldorf, in St. Kastor in Koblenz, in St. Lubentius in Kobern-Gondorf, im Mainzer Dom, in St. Aegidii in Münster, in St. Ansgar in Kopenhagen (die heutige Domkirche) und in anderen Kirchen. Außerdem malte er Andachtsbilder und Porträts. Für den Verein zur Verbreitung religiöser Bilder entwarf er weit verbreitete Heiligenbilder. Settegast blieb zeitlebens vom Nazarenertum geprägt, stellte seine Kunst in den Dienst der katholischen Kirche und erwarb sich über Deutschland hinaus den Ruf eines Kirchenmalers.